# Briańsk Orłowski
Briańsk Orłowski (ros. Брянск-Орловский, Брянск I-Орловский) – węzłowa stacja kolejowa w miejscowości Briańsk, w obwodzie briańskim, w Rosji. Położona jest na linii Orzeł – Briańsk – Smoleńsk, z której istnieje tu możliwość zjazdu na linię Moskwa – Briańsk – Kijów. Główna stacja pasażerska briańskiego węzła kolejowego.
Na stacji znajduje się lokomotywownia.

## Historia
Stacja powstała w XIX w. na drodze żelaznej orłowsko-witebskiej pomiędzy stacjami Snieżetskaja i Bołwa.

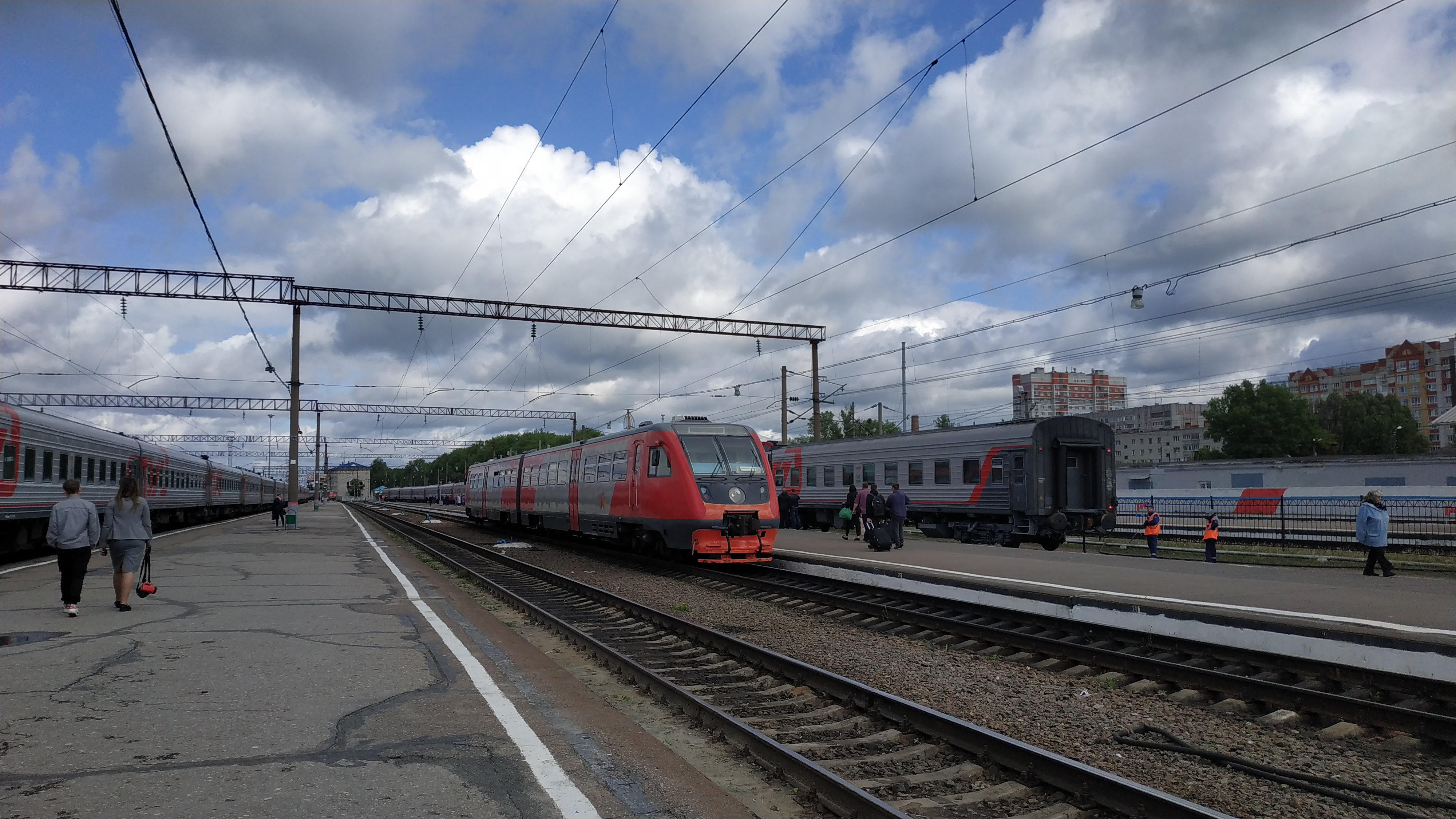
perony
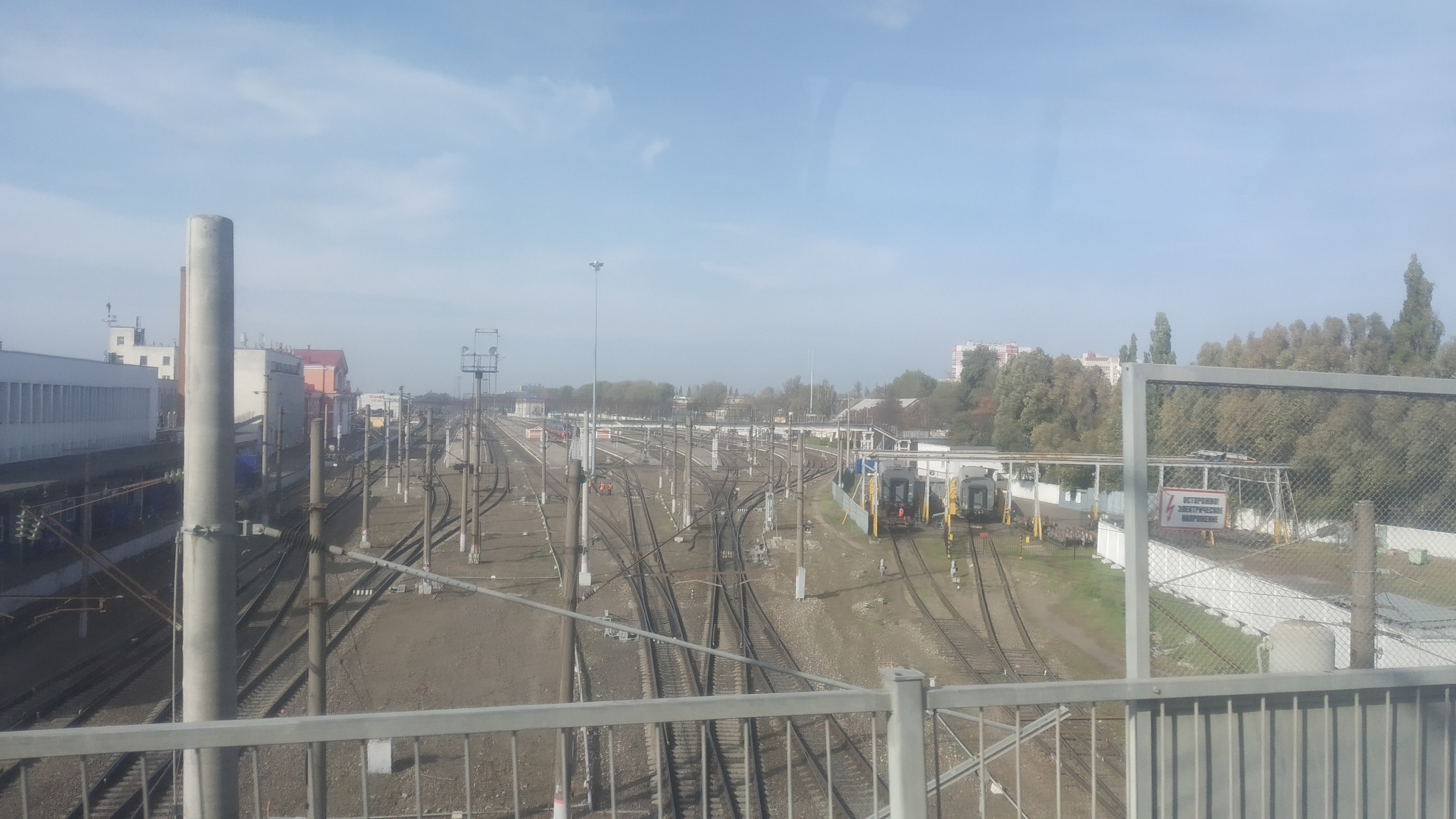
widok w stronę Smoleńska